# Kondukcija
Kondúkcija oziroma prevôd toplôte, pomeni prenašanje toplotne energije skozi trdna telesa. V kapljevinah in plinih sodelujejo tudi drugi načini prenašanja toplote.

## Osnove
Empirični zakon prevoda toplote temelji na eksperimentalnem delu Biot-a, vendar je v glavnem poznan kot Fourier-ov zakon, ki pravi, da je toplotni tok v dani smeri sorazmeren površini, ki je pravokotna na smer toplotnega toka in temperaturnemu gradientu v tej smeri. V smeri osi x lahko zapišemo toplotni tok:
{\displaystyle Q_{x}=-\lambda A_{x}{\frac {\partial T}{\partial x}}}
Gostota toplotnega toka pa je:
{\displaystyle q_{x}={\frac {Q_{x}}{A_{x}}}=-\lambda {\frac {\partial T}{\partial x}}}
Proporcionalnostni faktor λ je toplotna prevodnost snovi (snovna lastnost). Največjo prevodnost imajo v splošnem čiste kovine, pri plinih in parah pa je najmanjša:
| kovine            | 50 ... 400 W/mK    |
| ----------------- | ------------------ |
| zlitine           | 10 ... 120 W/mK    |
| kapljevine        | 0.1 ... 0.7 W/mK   |
| izolacijske snovi | 0.03 ... 0.1 W/mK  |
| plini             | 0.007 ... 0.1 W/mK |

Negativni predznak je potreben, da dobimo pozitiven toplotni tok v smeri negativnega temperaturnega gradienta (upadanje temperature), skladno z drugim zakonom termodinamike.

## Enačba prevajanja toplote
Zakon ohranitve energije v poljubnem telesu prostornine V, omejena s površino A lahko zapišemo kot:
Prirastek notranje energije = neto dotok toplote skozi površino +- notranji izvori toplote v telesu
Oziroma:
{\displaystyle \int \limits _{V}c\rho {\frac {\partial T}{\partial t}}dV=-\int \limits _{A}{\overrightarrow {q}}{\overrightarrow {dA}}\pm \int \limits _{V}IdV}
Prirastek notranje energije je posledica časovne spremembe temperature, I pa so notranji izvori/ponori toplote v telesu (kemične, jedrske, ipd. reakcije v snovi).
Ploskovni integral lahko transformiramo v volumskega z Gaussovim divergenčnim stavkom:
{\displaystyle \int \limits _{V}c\rho {\frac {\partial T}{\partial t}}dV=-\int \limits _{A}{\overrightarrow {\nabla }}{\overrightarrow {q}}{\overrightarrow {dV}}\pm \int \limits _{V}IdV}
Tako lahko zapišemo integralsko obliko zakona ohranitve energije telesa:
{\displaystyle \int \limits _{V}\left[c\rho {\frac {\partial T}{\partial t}}+{\overrightarrow {\nabla }}{\overrightarrow {q}}-(\pm I)\right]dV}
Ker je integral za poljuben volumen dV enak nič, je tudi integrand nič:
{\displaystyle c\rho {\frac {\partial T}{\partial t}}=-{\overrightarrow {\nabla }}{\overrightarrow {q}}\pm I}
Če toplotni tok izrazimo s Fourierovim zakonom prevajanja toplote in izpeljemo diferencialno obliko zakona ohranitve energije:
{\displaystyle c\rho {\frac {\partial T}{\partial t}}={\overrightarrow {\nabla }}(\lambda {\overrightarrow {\nabla }}T)\pm I}
Za konstantno toplotno prevodnost postane zgornja enačba linearna:
{\displaystyle {\frac {\partial T}{\partial t}}=a\nabla ^{2}T\pm {\frac {I}{c\rho }}}
kjer je a = λ/cρ toplotna difuzivnost, medtem ko je Laplaceov operator v kartezičnem koordinatnem sistemu podan z izrazom:
{\displaystyle \nabla ^{2}={\frac {\partial ^{2}}{\partial x^{2}}}+{\frac {\partial ^{2}}{\partial y^{2}}}+{\frac {\partial ^{2}}{\partial z^{2}}}}